# 27e cérémonie des prix Génie
Le 27e cérémonie des Prix Génie, qui s'est déroulée au théâtre The Carlu (à Toronto, Canada) le 13 février 2007, récompense les films canadiens sortis en 2006.

## Palmarès et Nominations
(Liste partielle)

Les nominations ont été annoncées le 9 janvier 2007.

Les gagnants sont indiqués ci-dessous en tête de chaque catégorie et en caractères gras.

### Meilleur film
- Bon Cop, Bad Cop
  - Guide de la Petite Vengeance
  - Maurice Richard
  - Trailer Park Boys
  - Un dimanche à Kigali

### Meilleure réalisation
- Charles Binamé pour Maurice Richard
  - Érik Canuel pour Bon Cop, Bad Cop
  - Robert Favreau pour Un dimanche à Kigali
  - Stéphane Lapointe pour La Vie secrète des gens heureux
  - Jean-François Pouliot pour Guide de la Petite Vengeance

### Meilleur acteur
- Roy Dupuis pour Maurice Richard
  - Colm Feore pour Bon Cop, Bad Cop
  - Olivier Gourmet pour Congorama
  - Patrick Huard pour Bon Cop, Bad Cop
  - Luc Picard pour Un dimanche à Kigali

### Meilleure actrice
- Julie Le Breton pour Maurice Richard
  - Jodelle Ferland pour Tideland
  - Fatou N'Diaye pour Un dimanche à Kigali
  - Ginette Reno pour Le Secret de ma mère
  - Sigourney Weaver pour Snow Cake

### Meilleur acteur dans un second rôle
- Stephen McHattie pour Maurice Richard
  - Hugh Dillon pour Trailer Park Boys
  - Robert Joy pour Whole New Thing
  - Chan Chit Man Lester pour Eve and the Fire Horse
  - Michel Muller pour Guide de la Petite Vengeance

### Meilleure actrice dans un second rôle
- Carrie-Anne Moss pour Snow Cake
  - Caroline Dhavernas pour Niagara Motel
  - Marie Gignac pour La Vie secrète des gens heureux
  - Emily Hampshire pour Snow Cake
  - Vivian Wu pour Eve and the Fire Horse

### Meilleure photographie
- Pierre Gill pour Maurice Richard
  - Bruce Chun pour Bon Cop, Bad Cop
  - Steve Cosens pour Snow Cake
  - Jan Kiesser pour Beowulf, la légende viking
  - Nicola Pecorini pour Tideland

## Films à multiples nominations
(Liste partielle)

### 13nominations
- Maurice Richard

### 10nominations
- Bon Cop, Bad Cop

### 7nominations
- Un dimanche à Kigali

### 6nominations
- Tideland